# Johannes Russ
Johannes Russ var ett tyskt lastfartyg som sänktes i oktober 1915 av den engelska ubåten E9. Vraket upptäcktes på 1980-talet och det ligger på 58 meters djup utanför Gäddans prick, vid Enskär mellan Hävringe och Landsort, söder om Nynäshamn.